# Hieracium dolorosum
Hieracium dolorosum es una especie de planta con flor del género Hieracium, de la familia Asteraceae, orden Asterales.

## Distribución
Hieracium dolorosum se distribuye por Gran Bretaña.

## Taxonomía
Fue descrita científicamente por Mc Cosh. Fue publicada en New J. Bot.